# Elisa Scutellà
Ne doit pas être confondu avec Scutella.
Elisa Scutellà, née le 31 octobre 1987 à Gênes (Italie), est une femme politique italienne.

## Biographie
Elisa Scutellà naît le 31 octobre 1987 à Gênes.
Elle est élue députée de la XVIIIe législature avec le Mouvement 5 étoiles (M5S) lors des élections générales, le 4 mars 2018.